# Sobeknacht (Obervermögensverwalter)
Sobeknacht war ein hoher altägyptischer Beamter, mit dem Amtstitel eines Obervermögensverwalters. Er amtierte wahrscheinlich unter Amenemhet I.
Sobeknacht ist von einem Reliefblock aus dem Umfeld der Amenemhet-I.-Pyramide in El-Lischt bekannt, das von seinem Grab stammt. Einige andere Blöcke werden dem Grab aus stilistischen Gründen zugeordnet, tragen jedoch nicht den Namen des Sobeknacht. Das Grab an sich konnte bisher nicht mit Sicherheit lokalisiert werden. Von Sobeknacht stammt auch eine Statue, die sich in Theben fand und die hohen Rangtitel Mitglied der Elite, Vorderster an Aktion, königlicher Siegler und einziger Freund überliefert. Da der Obervermögensverwalter Hor im letzten Regierungsjahrzehnt von Amenemhat I. im Amt war, ist Sobeknacht vor diesem anzusetzen.